# Jakob von Kleist
Jakob von Kleist (* unbekannt; † 1625) war herzoglich pommerscher Hofjägermeister, Amtshauptmann von Neustettin und Gutsbesitzer. Er war ein bekannter Hexenjäger.

## Leben

Herzog Johann Friedrich v. Pommern

Jakob von Kleist entstammte dem pommerschen Adelsgeschlecht Kleist. Er war der älteste Sohn des Peter von Kleist († 1571), Gutsherr auf Zadtkow, und dessen Gemahlin Sophie von Below. Sein Großvater war der gleichnamige bischöfliche Rat Jakob von Kleist, ein Bruder der Gutsbesitzer Philipp von Kleist und ein Neffe der Diplomat Ewald von Kleist († 1689).
Seit 1574 war Kleist Hofjunker bei Herzog Johann Friedrich zu Stettin und Amt Friedrichswalde bei Naugard. Am 22. Februar 1575 wurde er mit dem väterlichen Gut Zadtkow belehnt. Zu dieser Zeit – etwa seit 1575 – war der aus Brandenburg stammende Melchior von Doberschütz Stadthauptmann von Neustettin und hatte sich die Gunst des Herzogs erworben, was zu großem Neid bei den pommerschen Hofbeamten führte. Kleist soll gemeinsam mit dem herzoglichen Hofmarschall und Geheimen Rat Peter von Kameke den Doberschütz durch Intrigen und Verleumdungen gezielt aus dem Amt gedrängt haben, um seine Nachfolge als Stadthauptmann antreten zu können. Hierzu dienten ihm Gerüchte über dessen Ehefrau Elisabeth von Doberschütz, sie sei eine Hexe. Endlich hatte Kleist im Jahr 1584 Erfolg beim Herzog und übernahm das Amt des Stadthauptmanns, das er bis 1594 behielt.

## Hexenverfolgungen in Neustettin
Doch auch in den Jahren nach 1584 setzte Kleist seine Hetzjagd gegen Elisabeth von Doberschütz fort. Sie war mit ihrem Ehemann längst in die brandenburgische Heimat geflohen, wo sie schließlich in Crossen (Oder) gefangen genommen, nach Stettin verbracht und nach längerem Prozess im Jahr 1591 auf dem Stettiner Heumarkt als Hexe hingerichtet wurde. In dieser Zeit erreichten die von Kleist betriebenen Hexenverfolgungen in Neustettin ihren Höhepunkt. Von 1585 bis 1591 waren die Gefängnisse des Schlosses und der Stadt stets mit verdächtigen Personen überfüllt, mehr als 30 Personen wurden in dieser Zeit als der Zauberei schuldig hingerichtet. Ein anderer konkreter Fall ist der Kleist’schen Familiengeschichte bekannt: Er ließ die Ehefrau des Neustettiner Bürgermeisters Augustin Rutze „wegen Hexerei nicht allein gefänglich einziehen, sondern auch zu unterschiedlichen Malen auf die Reckebank legen und sie fast zu Tode peinigen. Diese Tortur dauerte mit Unterbrechungen fast ein ganzes Jahr.“ Nachdem der Bürgermeister geklagt hatte, erging erst am 22. Juni 1592 an Kleist das herzogliche Mandat, „daß er sich alles Richtens zu enthalten hätte“.
„Mit unmenschlicher Härte verfuhr der damalige Hauptmann Jacob von Kleist gegen alle Verdächtigen, sodass ihn mitunter der in solchen Dingen gewiß nicht nachsichtige Herzog Johann Friedrich zu Stettin scharf zurechtweisen und zum Einhalten ermahnen musste.“ Mit seinen Hexenverfolgungen scheint Kleist allmählich seine Gunst beim Herzog verspielt zu haben.

## Lebensende
Denn zwei Jahre nach dieser Abmahnung legte er sein Amt als Hauptmann von Neustettin nieder und zog sich auf seine Feldmark Zamborst zurück. Dieses Gut hatte er bereits am 28. September 1583 für 1.000 Taler von seinem Amtsvorgänger Doberschütz – noch zu dessen Amtszeit – gekauft und vom Herzog als Lehen bestätigt bekommen. Etwa 1613/1614 tauschte der Herzog die Feldmark Zamborst gegen das Gut Dolgen bei Neustettin. Kleist besaß zu diesem Zeitpunkt bereits auch die Güter Klingbeck und Lanzen bei Neustettin.
Am 15. März 1600 war Jakob von Kleist einer der 20 Sargträger bei der Beisetzung von Herzog Johann Friedrich und am 18. Oktober 1603 geleitete er dessen Bruder, den Herzog Barnim X., zu Grabe.
Seinen Lebensabend verbrachte Kleist, nachdem er seinen ersten Ruhesitz Zamborst hatte tauschen müssen, auf seinem neuen Gut Dolgen.

## Familie
Jakob von Kleist vermählte sich mit Katharina von Wolden († 1597), einer Tochter des Matthias von Wolden (* 1500), Herr auf Losen, und der Gertrud von Kleist († 1588). Der Ehe entstammen folgende Kinder:
1. Peter Adam von Kleist (1593–1665), ⚭ Elisabeth von Kabsitz († 1645)
2. Georg von Kleist (*† 1597)
3. Sophia von Kleist, ⚭ Michael von Konarzky, Herr auf Konarzyn
4. Catharina von Kleist, ⚭ Conrad Cuno von der Goltz (* um 1590; † vor 1640), Herr auf Kessburg und Clausdorf
5. Wilhelm von Kleist
6. Ewald von Kleist